# 모서리해
모서리해(영어: corner solution)란 소비자 이론의 주어진 예산선 안에서 효용이 극대화되는 지점을 구할 때 그래프의 모서리에 있게 되는 해를 말한다. 즉, 상품 묶음의 두 상품 중 한 가지를 고르지 않고 다른 하나만 고르게 되는 상황을 의미한다.
만약 내부해를 가지기 위해선 다음과 같은 식을 만족해야 한다.
{\displaystyle {P_{x} \over P_{y}}={U_{x} \over U_{y}}}
하지만 종종 비교 대상이 되는 두 상품 모두 선택하지 않고도 소비자가 가장 높은 효용을 가진다고 할 때, 내부해를 가질 수 있다. 이때는 위의 식이 성립하지 않는다.
{\displaystyle {P_{x} \over P_{y}}\neq {U_{x} \over U_{y}}}
소비자는 음수인 양의 상품을 소비할 수 없기 때문인데, 최선의 선택은 다른 상품 묶음을 선택해 한 상품만 소비하는 것으로, 이때 식은 모서리해를 갖는다. MRS는 한계대체율을 뜻한다.
{\displaystyle MRS={U_{x} \over U_{y}}>{P_{x} \over P_{y}}(y=0)}
{\displaystyle MRS={U_{x} \over U_{y}}<{P_{x} \over P_{y}}(x=0)}

## 같이 보기
- 무차별 곡선
- 내부해 (최적화)

## 참고자료
- Chia-Hui, Chen (2007년 9월 17일). “Principles of Microeconomics: Lecture 6 Optimization, Revealed Preference, and Deriving Individual Demand” (PDF). 2015년 5월 14일에 원본 문서 (PDF)에서 보존된 문서. 2019년 1월 16일에 확인함.